# Mein Vetter Winnie
Mein Vetter Winnie ist eine US-amerikanische Filmkomödie aus dem Jahre 1992.

## Handlung
Die beiden Freunde Billy und Stan aus New York reisen durch Alabama. Im Beechum County kaufen sie in einem Laden ein, dessen Besitzer kurz darauf ermordet wird. Als sie festgenommen werden, glauben sie, es ginge um einen Artikel aus dem Laden, den sie versehentlich eingesteckt haben, ohne zu bezahlen. Lachend gestehen sie die vermeintliche Tat, ohne zu ahnen, welche Folgen das hat. Die Staatsanwaltschaft klagt beide wegen Mordes vor dem lokalen Gericht im County Seat Wahzoo City an. 
Billy bittet seinen Vetter, den Rechtsanwalt Winnie Gambini, sie zu verteidigen. Er reist mit seiner Verlobten Mona Lisa Vito, die aus einer Mechanikerfamilie stammt, unverzüglich nach Alabama. Winnie hat jedoch gerade erst im sechsten Versuch seine Zulassung erhalten und noch nie einen Prozess geführt. So schafft er es während der Verhandlung, seine Mandanten immer weiter in Bedrängnis zu bringen, verzichtet im Preliminary hearing auf die Befragung der Zeugen der Anklage und landet schlussendlich wegen der Missachtung des Gerichts selbst zweimal kurzzeitig im Gefängnis.
Stan lässt sich daher lieber von einem Pflichtverteidiger vertreten, den er aber entlässt, als dieser beim Eröffnungsplädoyer vor Aufregung nur herumstottert und auch bei der Befragung des ersten Belastungszeugen völlig versagt. Gambini war hingegen am Wochenende vor Prozessbeginn von Mona Lisa, die sich in die Strafprozessordnung eingelesen hatte, auf sein Recht zur Einsicht in die Akten der Anklage und eigene außergerichtliche Befragungen hingewiesen worden. Nach entsprechender Vorbereitung kann er daher im Prozess die Glaubwürdigkeit der Zeugenaussagen in Frage stellen.
Gambini kommt schließlich mit entscheidender Hilfe von Mona Lisa auf die richtige Spur. Sie können anhand der fotografierten Reifenabdrücke vom Tatort beweisen, dass Billy und Stan unschuldig sind: Die Spuren stammen nachweislich von einem Auto mit Einzelradaufhängung und Differenzialsperre, die Billys Buick Skylark jedoch nicht besitzt. Im selben Zeitraum hergestellte Pontiac-Tempest-Fahrzeuge haben diese Ausstattung hingegen und ähneln dem Buick Skylark äußerlich. Kurz darauf berichtet der Sheriff, dass er sich (tatsächlich nach einem Hinweis von Gambini) nach gestohlenen oder aufgefundenen Pontiac Tempest in der Region erkundigt habe und in einem benachbarten County zwei Männer mit einem solchen entwendeten Auto festgenommen wurden. Zudem führten diese Personen, die Billy und Stan ähneln, eine Pistole des passenden Kalibers mit. Der Staatsanwalt zieht daraufhin die Anklage zurück. Der Richter bekommt – im Verborgenen von Mona Lisa arrangiert – ein Fax von Gambinis Mentor in New York, in dem Gambini als erfahrener Anwalt dargestellt wird, woraufhin er sich bei Winnie entschuldigt.

## Weiteres
Es war Fred Gwynnes letzter Film.

## Rezeption
Der Film war ein Überraschungserfolg: Er spielte bei Produktionskosten von 11 Millionen Dollar mehr als 64 Millionen Dollar ein. Im August 2008 erschien eine Liste im US-amerikanischen American Bar Association Journal über die besten Justizfilme aller Zeiten. Mein Vetter Winnie wurde hinter den Klassikern Wer die Nachtigall stört und Die zwölf Geschworenen auf Platz drei gewählt.
Roger Ebert schrieb in der Chicago Sun-Times vom 13. März 1992, dass der Film zwischen den Irrwegen und gelungenen Teilen schwanke. Er sei im Süden der USA angesiedelt, aber wiederhole entsprechende Klischees nicht. Ebert lobte stark eine Szene vor dem Gericht sowie die Darstellungen von Joe Pesci und Marisa Tomei. Auch für die Zeitschrift Videomarkt liefert „vor allem der verbale Schlagabtausch zwischen dem glänzenden Joe Pesci und Marisa Tomei [...] die komödiantischen Highlights.“ Das Lexikon des internationalen Films sieht den Film kritisch als „Komödie, die sich über das vorgebliche Gefälle zwischen Stadt und Land lustig machen will. Mit den plumpen denunziatorischen Mitteln, die sie zu diesem Zweck anwenden, g[ä]ben sich jedoch die Filmemacher als die wahren Hinterwäldler zu erkennen.“

## Auszeichnungen
Marisa Tomei wurde 1993 für ihre Rolle mit einem Oscar als Beste Nebendarstellerin ausgezeichnet. Außerdem bekam sie einen MTV Movie Award als Best Breakthrough Performance. Joe Pesci wurde mit einem American Comedy Award belohnt, er wurde außerdem für den MTV Movie Award nominiert.